# Camallarga capblanc
El camallarga capblanc (Cladorhynchus leucocephalus) és una espècie d'ocell de la família dels recurviròstrids (Recurvirostridae) i única espècie del gènere Cladorhynchus Gray, GR, 1840. Habita llacs salats de l'interior d'Austràlia.